# Wolfgang Denk (Künstler)

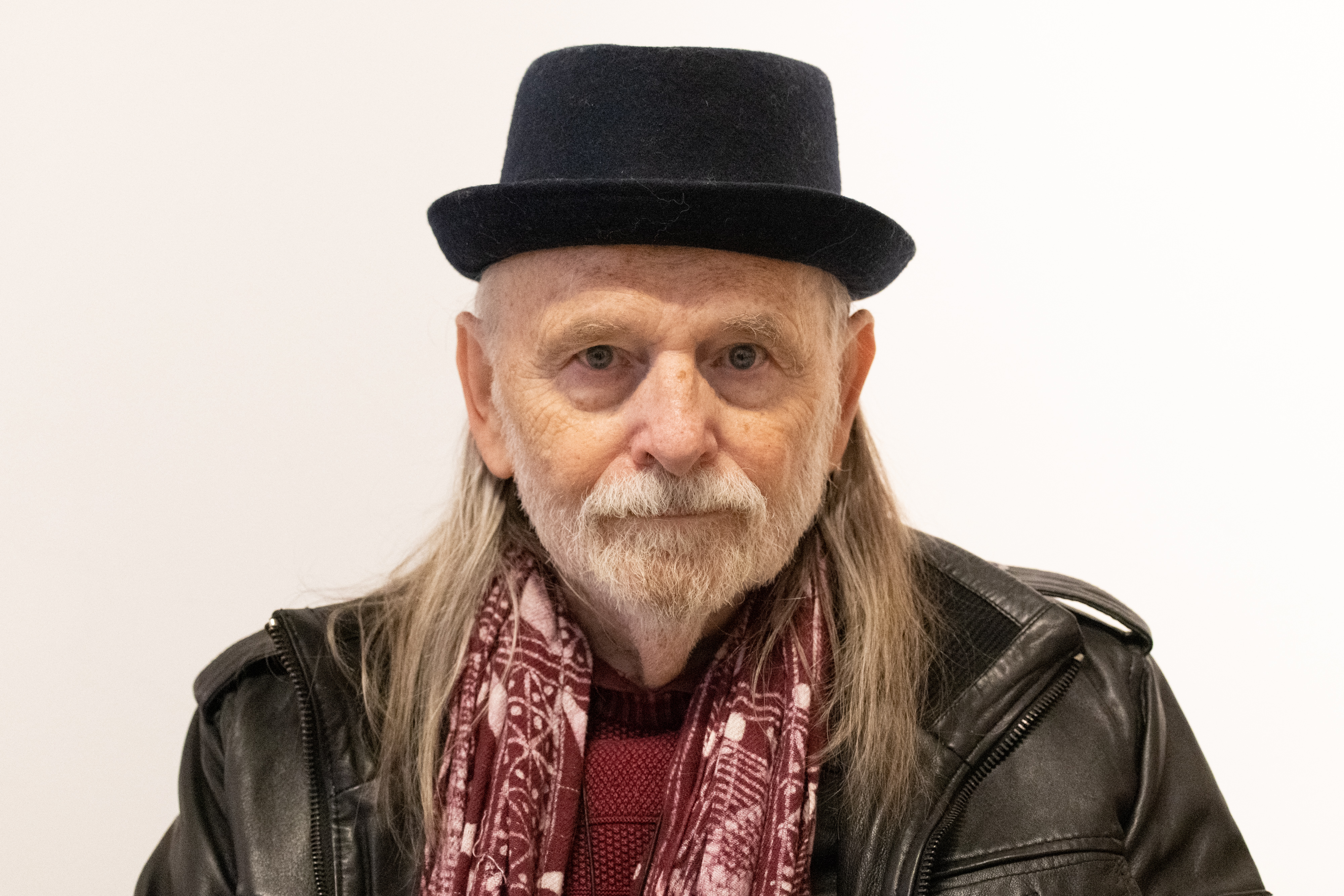
Wolfgang Denk (2022)

Wolfgang Denk (* 17. September 1947 in Seitenstetten; † 7. April 2023) war ein österreichischer Künstler und Museumsleiter.

## Leben
Denk arbeitete von 1991 bis 1997 für die Kunsthalle Krems, welche er 1995 als Direktor eröffnete, und leitete das Museumszentrum Mistelbach.

## Ausstellungen
- 2007: Wolfgang Denk: Fast eine Retrospektive 1977 - 2007, Kunsthalle Krems, Kurator Hermann Nitsch[2]

## Publikationen
- Wolfgang Denk, Carl Aigner (Hrsg.): Wolfgang Denk – Eine Werkmonographie, Verlag Bibliothek der Provinz (artedition), Weitra, 2018, ISBN 978-3-99028-811-5.
- Susanne Wenger – Tief in Dir bist Du oh Mensch der Gott als Baum, als Stein, als Tier: eine biographische Collage, Ausstellungskatalog Kunsthalle Krems, 1995, ISBN 3-901261-02-8.

## Auszeichnungen
- 1972: Anton-Faistauer-Preis, Salzburg
- Theodor-Körner-Preis, Wien